# Festival de Exaltación del Botillo
El Festival de Exaltación del Botillo, declarado de Interés Turístico Nacional, se celebra en el mes de febrero, fecha que puede variar en función de la Semana Santa, en la localidad de Bembibre (León).
Es un encuentro en el que se puede degustar el botillo, embutido típico de la Comarca del Bierzo, que nace en 1973 durante la celebración de la Salida del Santo. Es decir, en la procesión que tiene lugar cada siete años y en la que los vecinos bajan al Santo Ecce-Homo desde el Santuario hasta la Iglesia de San Pedro Apóstol.

## Antecedentes

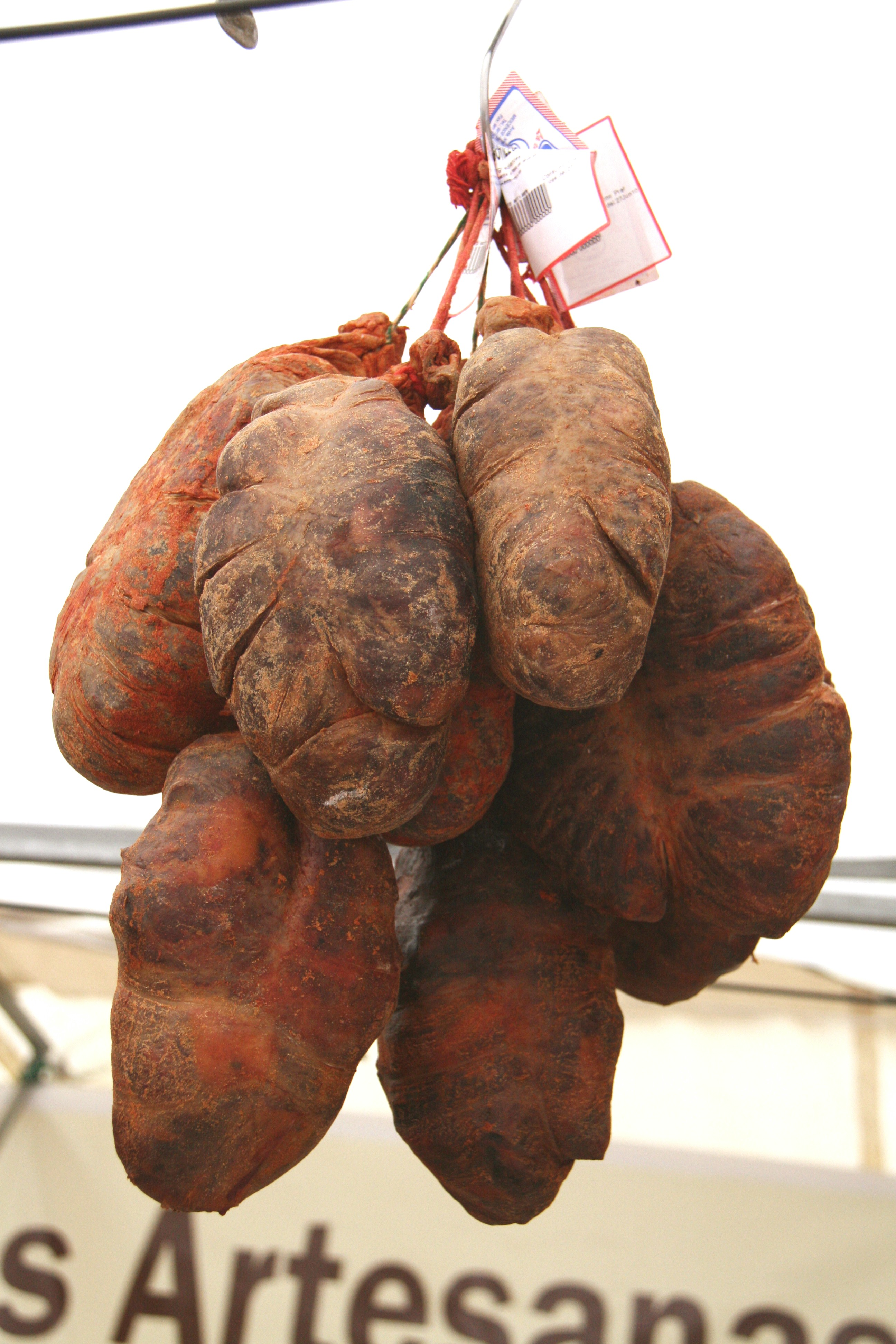
Ramillete de Botillos

La idea de una acto, fiesta o festival de promoción y divulgación del botillo, comienza a fraguarse el 26 de febrero de 1970, al asistir a la Fiesta del Botillo de Madrid los bembibrenses Baldomero Ferrero Gago y Reinerio Gago González, idea o propuesta que se daría a conocer en 1972, en el transcurso de la conmemoración del XXV aniversario de la gala madrileña, por los representantes de la villa del Boeza, siendo desarrollada por el alcalde de Bembibre, en ese momento Alberto Blanco Riego, y la correspondiente Comisión de Festejos.

## Actos
A lo largo de la semana en que tiene lugar la celebración del Festival de Exaltación del Botillo todos los restaurantes de la localidad incluyen el botillo en sus cartas, siendo muchos los productores que se acercan para ofrecer este embutido curado.
El gran día coincide con un sábado, aunque desde el viernes y hasta el domingo tiene lugar la Muestra y Degustación de Productos Bercianos, donde el botillo aparece acompañado de chacinas, castañas, mieles, quesos, orujos y vinos de la zona. Además, el festival viene precedido por una semana cultural.
El festival, declarado de Interés Turístico Nacional, se convierte en imán para las gentes, tanto de dentro como de fuera de la provincia. Muchos participan en la cena popular, en cuya mesa se sientan más de 1.200 comensales que, previa adquisición de entrada, degustan una amplia gama de los productos de la comarca.

### Concurso literario
En el marco del festival se celebra el Concurso Literario del Botillo.

## 50 Aniversario

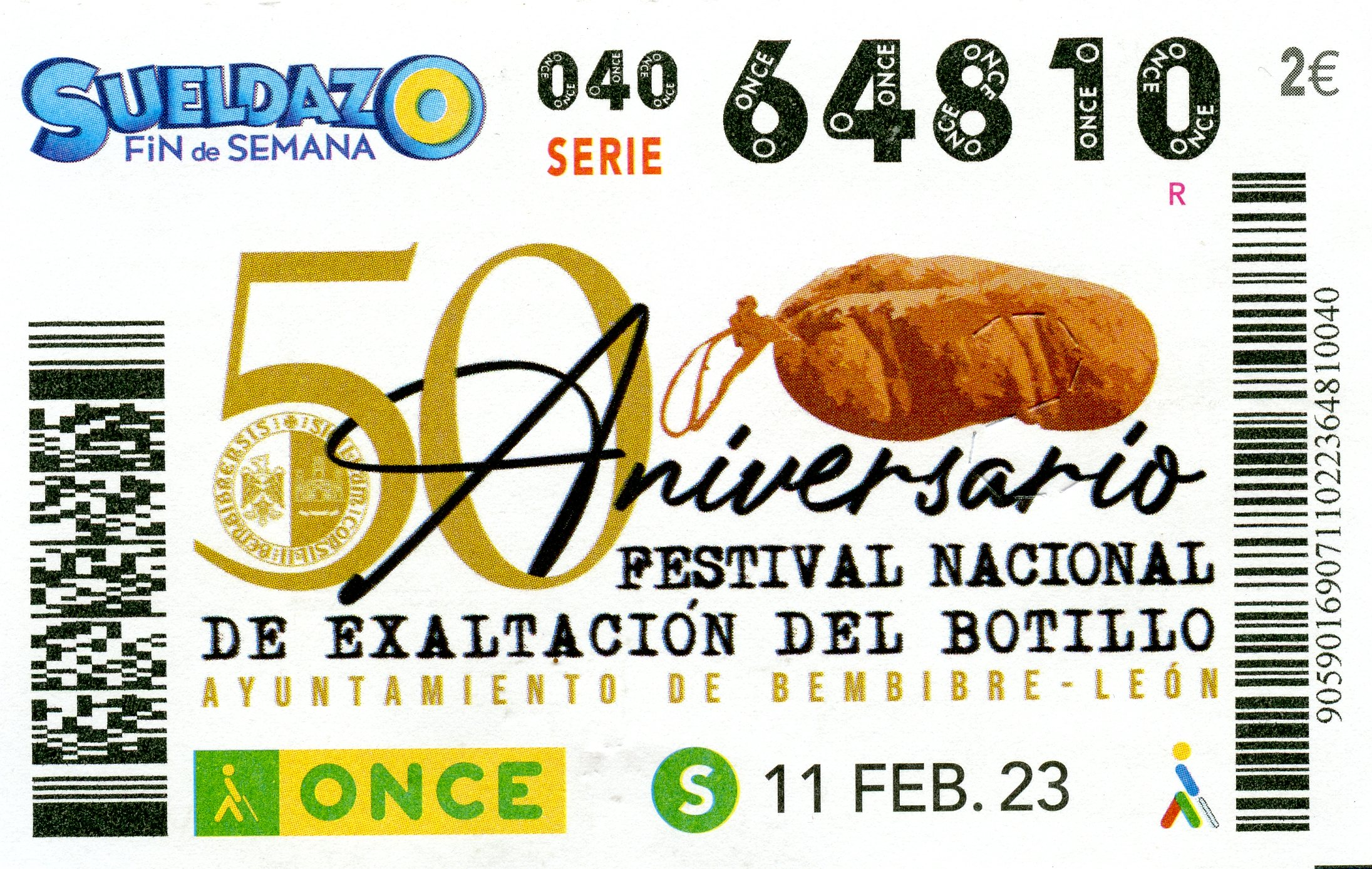
Cupón Sueldazo de la ONCE - 50 Aniversario Festival de Exaltación del Botillo, Bembibre

Con motivo del sorteo del 11 de febrero de 2023, se ponen en circulación cinco millones y medio de cupones de la ONCE, que difunden esta fiesta de la localidad berciana, declarada Fiesta de Interés Turístico Nacional.
El sábado en que se realiza el sorteo tiene lugar la celebración del L Festival Nacional de Exaltación de Botillo.